# Julius von Bernuth
Julius von Bernuth (12 de agosto de 1897 – 12 de julho de 1942) foi um oficial alemão que serviu durante a Segunda Guerra Mundial. Foi condecorado com a Cruz de Cavaleiro da Cruz de Ferro.

## Carreira
Ele foi um dos primeiros apoiadores do Partido Nazista e participou do Putsch da Cervejaria de 1923.
Em 1º de outubro de 1934, foi nomeado comandante de companhia do Regimento de Infantaria de Munique. Em 15 de outubro de 1935 tornou-se chefe da 2ª companhia do 100º Regimento de Infantaria de Montanha e como tal foi promovido a Major em 1º de janeiro de 1936. Em 7 de março de 1936, ingressou no Estado-Maior da 17ª Divisão de Infantaria como Primeiro Oficial de Estado-Maior (Ia). A partir de 1º de agosto de 1937 trabalhou como professor de tática na academia de guerra e em 1º de janeiro de 1939 tornou-se tenente-coronel do estado-maior.
Durante o ataque à Polônia no início da Segunda Guerra Mundial, von Bernuth era da Divisão Panzer Kempf. Ele era então Ia no XXVI. Corpo de Exército. Em 15 de março de 1940, tornou-se chefe de gabinete do XV. Corpo de Exército (motorizado). Em 22 de maio de 1940, na ausência do general comandante, General der Infanterie Hermann Hoth, ele frustrou a tentativa francesa de invadir Bapaume via Cambrai e Arras.
Após o fim da campanha no oeste, von Bernuth foi nomeado chefe do 4º departamento (treinamento) do Estado-Maior do Exército em 26 de outubro de 1940. A partir de junho de 1941, ele foi oficial de ligação do OKH com o Grupo de Exércitos Sul, onde foi promovido a coronel em 1º de dezembro de 1940 foi promovido. Em 10 de janeiro de 1942, von Bernuth tornou-se chefe do Estado-Maior do 4º Exército e foi promovido lá em 1º de abril de 1942 a major-general. Em 28 de abril de 1942, tornou-se Chefe do Estado-Maior do 4º Exército Panzer sob o comando do Coronel General Hermann Hoth.
Em 12 de julho de 1942, ele decolou do Quartel General do Exército em um Fieseler Storch em um voo para XXXX. Corpo do Exército do qual não voltou. Grupos de busca encontraram o Fieseler Storch caído perto de Ssochkranaja em 14 de julho. Von Bernuth foi enterrado em 16 de julho de 1942 no Cemitério Frolovsky perto de Stalingrado.

## Condecorações
| Cruz de Ferro 2ª Classe                                |
| Cruz de Ferro 1ª Classe                                |
| Cruz de Cavaleiro da Cruz de Ferro 5 de agosto de 1940 |